# Gin Lemon e.p.
A Gin Lemon e.p. Gigi D'Agostino 1997-es középlemeze. Ez a lemez az első elmozdulás a Mediterrán Progresszívtől egy új irányba.

## Számlista

### CD
1. Gin Lemon  4:29
2. Terapia  4:40
3. Tuttobene  6:13
4. Locomotive  5:34
5. Rumore di fondo  4:51
6. My dimension  6:37
7. Bam  5:47
8. Gin Tonic  6:06
9. Psicadelica  4:37
10. All in one night  6:12
11. Wondering soul  6:50
12. Living In Freedom  6:20
13. Music (An echo deep inside) RMX  5:56

### ("12)
A-oldal
1. Gin Lemon  4:29
2. Terapia  5:13
3. Tuttobene  6:55

B-oldal
1. Locomotive  9:06
2. Rumore di fondo  6:23

C-oldal
1. My dimension  6:37
2. Bam  6:43

D-oldal
1. Gin Tonic  8:40
2. Psicadelica  6:30

E-oldal
1. All in one night  8:39
2. Wondering soul  7:14

F-oldal
1. Living in freedom  8:11
2. Music (An echo deep inside) RMX  7:01

## Szerzők
01: L. Di Agostino, A. Remondini & G. Bortolotti - Media Songs Srl.
02, 03, 04, 07, 09, 10, 11 & 13: L. Di Agostino - Media Songs Srl.
05, 06 & 12: L. Di Agostino & A. Remondini - Media Songs Srl.
08: L. Di Agostino, M. Scalambrin & R. Guiotto - Media Songs Srl.

## Érdekességek
- A lemezt csak Olaszországban adták ki kis példányszámban, ezért ma szinte lehetetlen könnyen (és viszonylag olcsón) beszerezni.
- A lemez dalainak egy része különböző koktélokról kapta a nevét (Gin Lemon, Gin Tonic), ahogy az ezt követő kislemezek is (Gin Lemon, Elisir, Cuba Libre). Ez egyfajta koncepciót képez ebben az időszakban még a lemezborítók szintjén is ('97-'98).
- A lemeznek létezik egy másik változata, az All In One Night, ami 2001-ben jelent, vagy nem jelent meg, ugyanis hivatalosan a mai napig nem elismert. Ez egy orosz kiadás, kiadónak az Odeon van feltüntetve, az Internet-en igen elterjedt. Szinte ugyanezek a számok szerepelnek rajta, bár eltérő hosszúsággal. A számok címe szinte mindenhol rosszul feltüntetve, ezen kívül borító sem egyezik az eredetivel.

### All In One Night számlista
(Itt javítva)
1. All in one night  8:39
2. Bam  6:34
3. Dance  5:43
4. Gin Lemon  4:29
5. Gin Tonic  7:15
6. Locomotive  6:12
7. Music (RMX)  7:01
8. My dimension  6:27
9. Psycadelica  6:30
10. Rumore di fondo  3:32
11. Terapia  5:08
12. Tuttobene  6:55